# Mike Smith (gitarist)
Mike Smith (Middle River (Maryland), 11 oktober 1973) is een Amerikaanse metalmuzikant (zang, gitaar, drums), vooral bekend als de voormalige gitarist van Snot, TheStart en Limp Bizkit. Hij is ook zanger en gitarist van de band Shedding Light (voorheen bekend als Evolver). Mike Smith verscheen ook in Stainds muziekvideo Outside.

## Biografie

### Rumbledog
Mike Smith speelde gitaar voor de band Rumbledog van 1993 tot 1996. Ze brachten de twee platen Rumbledog (1993) en The Drowning Pool (1995) uit. Hij speelde met Britney Spears in de videoclip I love rock and roll.

### Snot
De oorspronkelijke gitarist Sonny Mayo van Snot, verliet in mei 1998 de band en Smith werd kort daarna gerekruteerd. Snot begon aan hun tweede album, maar in december overleed zangeres Lynn Strait bij een auto-ongeluk. De band besloot niet verder te gaan, hoewel het album Strait Up in 2000 werd uitgebracht als eerbetoon aan Lynn, met gastvocalisten van verschillende bands.

### The Start
Smith formeerde vervolgens de band Hero met voormalig Snot-drummer Jamie Miller, evenals Aimee Echo & Scott Ellis van Human Waste Project. In juli 1999 tekende Hero bij 143 Records/Atlantic Records en nam hun debuutalbum Circles op. De band moest hun naam veranderen vanwege juridische problemen. Op aanraden van Aimee's moeder veranderden ze het in TheStart. Eind 2000 verliet Mike Smith de band. Na verschillende problemen werd het album uiteindelijk uitgebracht in juli 2001 onder The Label/Geffen Records en omgedoopt tot Shakedown!, met het grootste deel van Smith opnieuw opgenomen door Miller.

### Limp Bizkit
Eind 2001 zat Limp Bizkit zonder gitarist vanwege het vertrek van Wes Borland. De hele beproeving van het kiezen van een nieuwe gitarist ging heel langzaam, waarbij verschillende opties in overweging werden genomen. Aanvankelijk werd de landelijke auditie Put Your Guitar Where Your Mouth Is uitgevoerd om een gitarist voor de band te vinden, maar niemand werd gekozen uit de duizenden deelnemers. Smith kende eerder leden van de band, omdat ze bevriend waren met Snot. Ze besloten hem een kans te geven op de positie en in 2002 werd hij gekozen als gitarist van de band. Fred wilde dat Mike een volledig album met nummers zou maken met de band tussen hun optreden op WrestleMania XIX en 'The Summer Sanitarium Tour'. Samen schreven en namen ze minstens 14 nummers op, waarvan er zeven hun vierde studioalbum Results May Vary bereikten. Mike toerde met de band gedurende 2003 en de eerste helft van 2004, maar halverwege 2004 gingen ze uit elkaar. Tot op de dag van vandaag hielden beide partijen zich zeer stil over de kwestie. In 2009 zei Limp Bizkit-bassist Sam Rivers in een interview: 'We wilden echt met Mike werken, maar hij was gewoon niet waar we hem nodig hadden'.

### Evolver
Mike is leadzanger, gitarist en songwriter van de alternatieve metalband Evolver, met Anthony Grabowski op drums, Keith Thompson op bas/achtergrondzang en John Cummings, die werd vervangen door Drew Yount op leadgitaar. Hun titelloze debuutalbum, dat werd gemixt door Brian Virtue en gemasterd door Brian Johnson, werd uitgebracht op 8 november 2011, nadat het via iTunes meerdere keren was teruggedrongen. Ze tekenden bij Union Entertainment Group, Inc.
- Gemeinsame Normdatei: 1204443920
- International Standard Name Identifier: 0000 0001 1550 3274
- Library of Congress Control Number: no2011020344
- MusicBrainz: 4832c491-66e7-41a4-aa00-957c0a326bd0
- Nationale Bibliotheek van Israël: 987007415575805171
- Système universitaire de documentation: 221588787
- Virtual International Authority File: 168710449
- WorldCat: E39PBJg8JxKHGtkdymy6hpxMT3